# Francisco Javier Chica
Francisco Javier "Javi" Chica Torres, född 17 maj 1985 i Barcelona, är en spansk före detta fotbollsspelare (högerback). Han representerade under karriären bland annat RCD Espanyol, Real Betis och Real Valladolid.